# Neutribalismus
Neutribalismus oder Neotribalismus ist eine politikwissenschaftliche Bezeichnung für eine postmoderne urbane Subkultur. Der Begriff geht zurück auf den französischen Soziologen Michel Maffesoli. Aufgrund der wachsenden Verunsicherung durch den Wegfall von Institutionen und das Verschwinden einer klaren Gesellschaftsstruktur in Klassen und Schichten komme es zu einer Rückbesinnung auf archaische Muster der Vergemeinschaftung. Neutribalistische Gemeinschaften entwickeln eine vormodernen Stammeskulturen ähnliche Lebensform, erweitert um die Dimension digitaler Vernetzung. Sie beruhen jedoch nicht wie der Tribalismus auf Verwandtschaftsbeziehungen, sondern auf einem freiwilligen Zusammenschluss ihrer Mitglieder und können auf Dauer angelegt (Ökosiedlung) oder temporär begrenzt sein (Burning Man oder Fusion Festival). Sie zeichnen sich durch ein spezifisches Zusammengehörigkeitsgefühl und bestimmte gemeinsame Rituale aus.
Der Begriff urban tribe (engl. für ‚Stadtstamm‘) wird weitgehend synonym zu Subkultur oder Jugendkultur verwendet.
In Philosophie und Sozialpsychologie wird der neue Tribalismus auch als Kommunitarismus bezeichnet.

## Allgemeine Ideologie
Die neutribalistische Ideologie beruft sich auf die Sozialphilosophie von Jean-Jacques Rousseau und das evolutionäre Prinzip des Anthropologen Claude Lévi-Strauss, die besagen, dass eine Spezies pathologisch wird, wenn sie sich aus ihrer ursprünglichen Umgebung entfernt. Bestimmte Aspekte des industriellen und post-industriellen Lebens, darunter das Bedürfnis, in einer Gesellschaft von Fremden zu leben und mit Organisationen zu interagieren, deren Mitgliederzahlen weit über der Dunbar-Zahl liegen, gelten als schädlich für den menschlichen Geist, wie er sich entwickelt hat. In seinem Aufsatz Psychology, Ideology, Utopia, & the Commons von 1985 nannte der Psychologe Dennis Fox eine Zahl von 150 Menschen. Einige Befürworter des Neutribalismus behaupten, dass ihre Ideen durch die Evolutionäre Psychologie wissenschaftlich bewiesen seien; dieser Anspruch ist jedoch sehr umstritten.
Diejenigen, die im Neutribalismus eine politische oder quasi-politische Bewegung sehen, unterscheiden sich von dem konservativen Tribalismus, der in vielen Teilen der Welt präsent ist, indem sie die Notwendigkeit eines globalen (oder zumindest nationalen) Netzwerks kooperierender Volksstämme im Gegensatz zu den isolierten, streitenden Gruppen der traditionellen Stammesgesellschaft betonen. Hier deutet sich die Kritik der Befürworter zeitgenössischer Kultur an, dass Stammesgesellschaften fast immer gewalttätiger und repressiver seien als die modernen.

## Soziologische Implikationen
Der französische Soziologe Michel Maffesoli war wohl der erste, der den Ausdruck „Neutribalismus“ in einem akademischen Kontext verwendete. Maffesoli sagte voraus, dass die Gesellschaften angesichts des Verfalls der Kultur und Institutionen des Modernismus bei den organisatorischen Prinzipien der fernen Vergangenheit nach Orientierung suchen würden und die Postmoderne somit die Ära des Neutribalismus werden werde.
Kritiker wie Ethan Watters haben die wachsende Dynamik des Neutribalismus dafür gewürdigt oder beschuldigt, dass sie zum Verfall der Ehe in der entwickelten Welt beiträgt, da die „modernen Volksstämme“ alternative Möglichkeiten zur Befriedigung sozialer Interaktion bieten.

## Moderate Tendenz
Moderate Neutribalisten glauben, dass eine Stammesgesellschaft gemeinsam mit einer modernen technologischen Infrastruktur existieren könne. Diese Einstellung bezeichnet man auch als „urbanen Tribalismus“. In diesem Szenario könnten die Menschen zum Beispiel in großen Häusern und anderen Gebäuden in einer Gemeinschaft von 12 bis 20 Individuen leben, die sich alle an ein festes Schema von Regeln, kulturellen Ritualen und intimen Beziehungen halten, aber andererseits ein modernes Leben führen, indem sie einer Arbeit nachgehen, ein Auto fahren usw. Indem sie versucht, zwei scheinbar widersprüchliche Kulturen, nämlich die moderne Existenz und den Tribalismus, zu harmonisieren, kann die moderate Tendenz im kulturellen oder gar politischen Sinne als synkretistisch gelten.
Man verbindet diese Orientierung mit Kritikern wie Ethan Watters und einem optimistischen Einstellung bezüglich der Möglichkeit eines friedlichen und nicht-zerstörenden Übergangs zum Neutribalismus. Ihre Befürworter interpretieren die im evolutionären Prinzip erwähnte Umgebung als hauptsächlich sozial.

## Radikale Tendenz
Radikale Neutribalisten wie John Zerzan oder Daniel Quinn glauben, dass ein gesundes Stammesleben nur möglich sei, wenn die technologische Zivilisation entweder zerstört oder deutlich reduziert sei. Quinn formulierte das Konzept des „Weg-Gehens“, bei dem die Zivilisation als Ganzes aufgegeben wird und in ihrer Peripherie eine neue Stammeskultur entsteht. Andere wie Derrick Jensen rufen zu gewaltsameren Aktionen auf, weil sie es für angemessen und notwendig halten, den Kollaps der Zivilisation aktiv zu beschleunigen oder herbeizuführen. Die Vereinigung The Tribe of Anthropik denkt nur an das Überleben, da ein Kollaps ihrer Meinung nach unvermeidlich sei, unabhängig davon, was gesagt oder getan werde, und konzentriert ihre Bemühungen auf das Überleben und die anschließende Schaffung von Stammeskulturen.
Im Allgemeinen sind sich die radikalen Neutribalisten einig, dass die derzeitige Menschheit unhaltbar und somit eine kulturelle Veränderung unbedingt notwendig und nicht nur wünschenswert sei, wobei die bevorzugte oder vielleicht unvermeidliche Gesellschaftsform nach diesem Wandel der Tribalismus sei. Der Ruf nach einer Revolution dient entweder dazu, die Veränderung zu erreichen oder zu überleben. Der Primitivismus gilt als Einfluss oder gar eine Variante des radikalen Neutribalismus.
Die radikalen Vertreter interpretieren die im evolutionären Prinzip erwähnte Umgebung hauptsächlich als physikalisch und ökonomisch.

## Kritik
Kritiker weisen darauf hin, dass die Mitgliedschaft in modernen Volksstämmen freiwillig und oberflächlich sei, also nicht auf tiefen kulturellen Traditionen und Verwandtschaftsbeziehungen basiere. Deshalb deuten sie den Neutribalismus als eine Modeerscheinung – wenn er denn überhaupt außerhalb der Gedanken bestimmter Experten existiere.
Dieser Vorwurf wird in der Kulturwissenschaft als haltlos erachtet. Sowohl die Subkulturforschungen Dick Hebdiges und Graham St. Johns, als auch die postmoderne Stammestheorie von Maffesoli belegen neotribale Strukturen in postmodernen Gesellschaften. Maffesoli ersinnt ein System der Wechselnden, fluiden Stammesstrukturen der Gesellschaft, Hebdige belegt Subkulturen als postmoderne Tribes. Da diese Strukturen und Gruppen existieren, belegen sie durch ihre schiere Existenz den sie bezeichnenden Begriff des Neotribalismus.